# Bekilia mimetica
Bekilia mimetica là một loài ong trong họ Megachilidae. Loài này được Benoist miêu tả khoa học đầu tiên năm 1962.